# USS Omaha (SSN-692)
Pour les autres navires du même nom, voir USS Omaha.
L'USS Omaha (SSN-692) est un sous-marin nucléaire d’attaque de classe Los Angeles, le troisième nommé en l’honneur de la ville d’Omaha, dans l’état du Nebraska.

## Histoire
Le contrat de construction fut accordé à General Dynamics Electric Boat, une filiale de General Dynamics située à Groton, dans le Connecticut. Commandé le 31 janvier 1971, sa quille fut posée le 27 janvier 1973. Le sous-marin a été lancé le 21 février 1976, avec pour marraine l'épouse de Roman L. Hruska, sénateur du Nebraska (de 1954 à 1976). L’Omaha fut placé dans le service actif le 11 mars 1978 sous le commandement du commander Ted A. Hamilton.
L'Omaha fut mis en réserve le 7 février 1995 avant d'être désarmé et rayé des registres de la marine le 5 octobre 1995 pour être stationné à Bremerton. Il devait entamer le programme de recyclage des sous-marins nucléaires le 1er octobre 2007.